# Кабаново (Алтайский край)
Каба́ново — село в Усть-Калманском районе Алтайского края России. Административный центр Кабановского сельсовета.

## География
Село находится на реке Кабановка, притоке реки Чарыш.
Климат
Климат резко континентальный, соответствует умеренно теплой климатической зоне. В январе средняя температура атмосферы — минус 17,7 °C, в июле — плюс 19,8 °C. Период без морозов составляет 120—130 дней в году. Годовое количество солнечных дней 250—260.
Годовое количество осадков от 450 до 600 мм в год. В районе села дуют ветра преимущественно юго-западного направления.
Расстояние до
- районного центра Усть-Калманка 16 км.
- областного центра Барнаул 153 км.

Уличная сеть
В селе 9 улиц: Заречная, Луговая, Молодёжная, Новая, Первомайская, Ползунова, Садовая, Степная и Южная.
Ближайшие села
Пономарёво 4 км, Усть-Камышенка 6 км, Западный 10 км, Ельцовка 11 км, Новобураново 11 км, Бураново 11 км, Степной 14 км, Усть-Ермилиха 15 км, Новокалманка 20 км, Новый Чарыш 23 км.

## История
Село Кабаново было основано в 1735 году. Первопоселенцами были выходцы из северных территорий России, западных губерний, с реки Керженец, а также с Поволжья.
Позже деревня стала одним из многочисленных населённых пунктов, основанных на рубеже Колыванской оборонительной линии. Правительством России было решено заложить там крепость, состоящую из 3 редутов и от села Кабаново задать направление до деревни Харловой. Объединение интересов рудодобывающих заводов и линейных крепостей послужило структурированию Колывано-Воскресенского горного округа и Кузнецкого уезда.
В 1750 году Иван Ползунов, изобретатель паровой машины, руководил строительством пристани в Кабаново, так как возникла необходимость разработки водного маршрута по Чарышу и далее по Оби до Барнаула для переправки руды.
В 1928 г. состояло из 430 хозяйств, основное население — русские. В административном отношении являлось центром Кабановского сельсовета Покровского района Рубцовского округа Сибирского края.

## Население
| 1926 | 1997 | 1998 | 1999 | 2000 | 2001 | 2002 |
| ---- | ---- | ---- | ---- | ---- | ---- | ---- |
| 2565 | ↘824 | ↘785 | ↗806 | ↘784 | ↗870 | ↘804 |
| 2003 | 2004 | 2005 | 2006 | 2007 | 2008 | 2009 |
| ↘798 | ↗804 | ↘769 | ↗776 | ↗792 | ↘775 | ↘749 |
| 2010 | 2011 | 2012 | 2013 |      |      |      |
| ↘635 | ↗681 | ↘664 | ↘650 |      |      |      |

## Инфраструктура
В селе работают частные крестьянские и фермерские хозяйства, ООО «КАБАНОВСКОЕ-АГРО» по выращиванию зерновых и зернобобовых культур и разведению крупного рогатого скота. Есть МБДОУ детский сад «Лучик»,	КГБОУ «Кабановский детский дом», МБОУ «Кабановская СОШ» и
Коммунальные услуги предоставляет МУП «Кабановское ЖКХ», торговые предприятия разных форм собственности (ООО «Кабановское», ЗАО «Луч», «Кабановское сельпо» и другие).
Транспорт
По территории района проходит автомобильная трасса «Алейск — Чарышское». Налажено регулярное автобусное сообщение